# Syðrugøta
Syðrugøta [ˈsiːɹʊˌgøːta] és un poble de l'est de l'illa d'Eysturoy, a les Fèroe. Fins al 2009 va formar part del municipi de Norðragøta, any en què es aquest es va fusionar amb el de Leirvík per a formar el municipi d'Eystur. L'1 de gener de 2021 tenia 479 habitants.

## Etimologia
Syðrugøta significa "camí de sud", en oposició a al poble veí de Norðragøta. Aquesta zona adjacent a la badia Gøtuvík ha estat coneguda històricament com a Gøta ("camí"), fent referència al fet que la zona era lloc de pas obligat a la ruta habitual entre el Skálafjørður i la part oriental i septentrional de l'illa. Actualment el nom de Gøta s'usa principalment per a referir-se a Norðragøta.

## Geografia

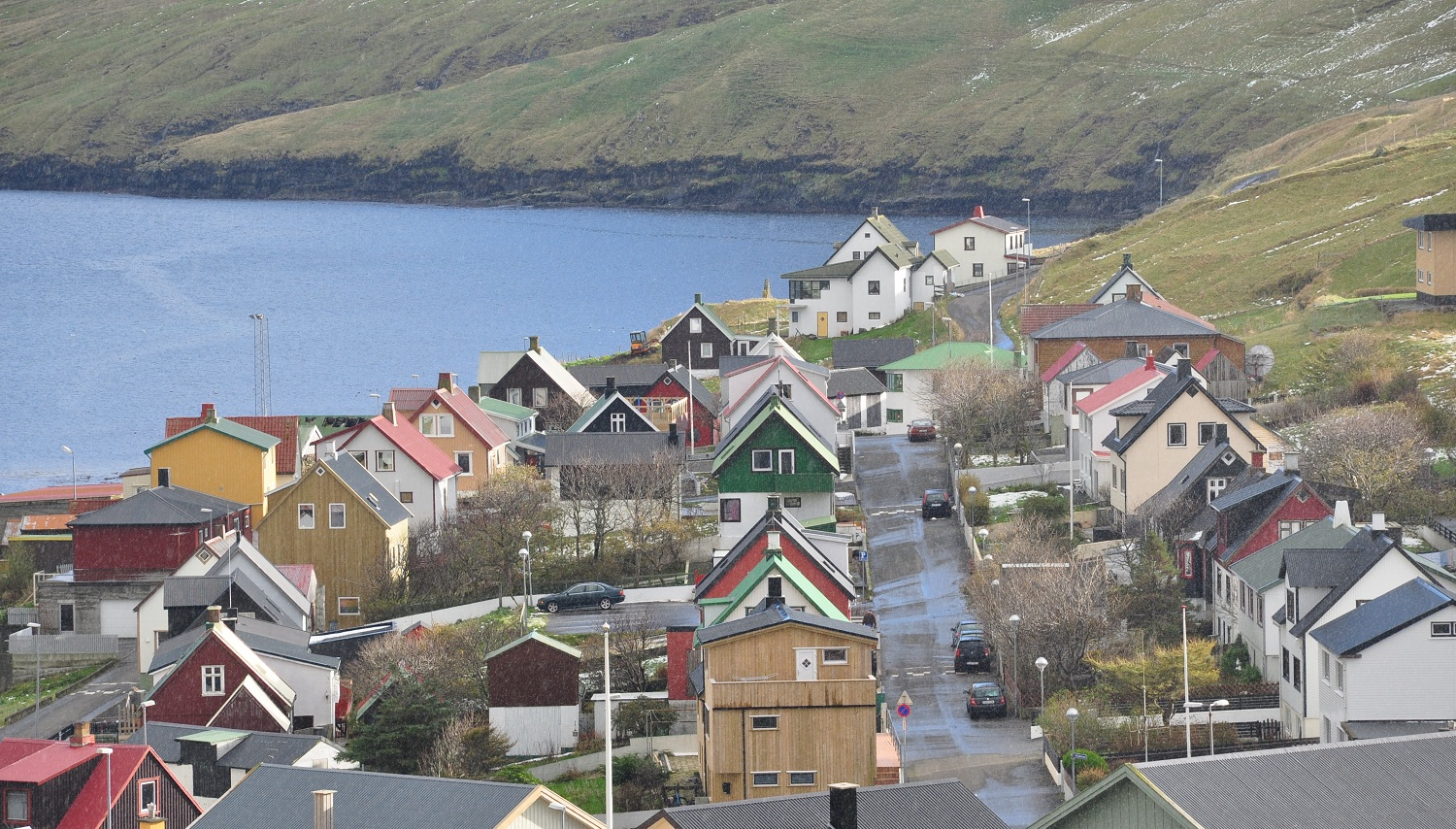
Syđrugøta.

La localitat està situada a la costa oriental de l'ílla d'Eysturoy, a la capçalera de la badia de Gøtuvík. Dos petits rius creuen el poble: el Matará i el Juksnará. Syðrugøta es troba a tan sols 3 km per carretera de la gran aglomeració urbana de la riba est del Skálafjørður, una de les més importants de l'arxipèlag. Immediatament al nord, també a la capçalera de la badia hi ha els pobles de Gøtugjógv i Norðragøta, la capital del municipi d'Eystur. Seguint vers al nord, a tan sols 2 km de Syðrugøta hi ha el túnel de Leirvík (Leirvikartunnilin en feroès), de 2238 metres de llargada.

## Història
La primera menció escrita del poble és del segle xvi, tot i que sens dubte té un origen molt més antic. Diverses excavacions arqueològiques han demostrat que Syðrugøta és un dels assentaments més antics de les Illes Fèroe, ja que aquí s'hi han trobat restes d'assentaments dels primers pobladors vikings. Entre d'altres coses, s'hi van trobar rastres d'una antiga església situada prop de la costa. Molts creuen que Tróndur í Gøtu va viure i va tenir la seva seu a Syðrugøtu, ja que des d'aquí hi ha una bona vista vers l'horitzó de la badia i perquè estaria molt a prop de la seva flota, que es trobava barada a Undir Gøtueiði. A Syðrugøta encara hi ha restes d'algunes antigues granges centenàries que no s'han excavat.